# BET Soul

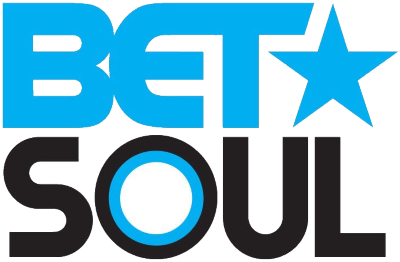
logo da Bet Soul

BET Soul (anteriormente VH1 Soul) é uma emissora de televisão voltada para à música soul, R&B, hip hop e rap. Este canal transmitia diariamente uma programação com 24h de clipes músicais sem intervalos. Na maior parte do tempo exibia clipes antigos, que difilcilmente passam em outros canais e também dedicava algumas horas para os clipes modernos que estão fazendo sucesso atualmente.

## Posteriormente
O canal estava presente na grade de programação da TV por assinatura Vivo TV e VocêTV, mas no início do ano, a Telefonica TV Digital enviou um comunicado aos seus clientes informando que o canal VH1 Soul juntamente com o MTV Jams sairão da grade. A VocêTV notificou os assinantes que estaria encerrando suas atividades.
Posteriormente a Viacom possui no Brasil os canais MTV Brasil, VH1 Mega Hits, VH1 Brasil e VH1 HD, com a saída dos canais VH1 Soul e MTV Jams se reduz as opções de canais de música nas tv's por assinatura.
O canal foi descontinuado em toda a América Latina no dia 20 de Dezembro de 2011 por razões tecnológicas e direitos de transmissão. Esse fato acontece dias antes do lançamento do canal Comedy Central na mesma região. Até o final do canal no Brasil o canal havia apenas na operadora TVN.
Nos Estados Unidos, o canal foi renomeado para BET Soul.